# Novi Grad (Federacja Bośni i Hercegowiny)
Novi Grad – wieś w Bośni i Hercegowinie, w Federacji Bośni i Hercegowiny, w kantonie posawskim, w gminie Odžak. W 2013 roku liczyła 362 mieszkańców, z czego większość stanowili Serbowie.